# مجلس شورای قطر
مجلس شورای قطر (عربی: مجلس الشوری القطری، آوانگاری: Majlis as-Shura) نهاد قانونگذاری کشور پادشاهی قطر است که ۴۵ عضو دارد. پس از برگزاری اولین انتخابات مجلس قطر، ۳۰ عضو انتخابی و ۱۵ عضو انتصابی خواهد داشت. در آخرین تغییرات اعضای مجلس شورای قطر در سال ۲۰۱۷، عضویت ۱۳ نفر از اعضا توسط امیر تمدید شد و ۲۸ نفر دیگر از جمله ۴ زن به عضویت مجلس منصوب شدند.

## نقش قانونی
قانون اساسی قطر، که در همه‌پرسی آوریل ۲۰۰۳ تصویب شد، یک مجلس قانونگذاری را پیش‌بینی کرده که دو سوم اعضای آن با مراجعه به آرای عمومی انتخاب شده و یک سوم دیگر توسط امیر منصوب می‌شوند. طبق قانون اساسی، مجلس سه قدرت دارد: ۱) تأیید (اما نه آماده‌سازی) بودجه ملی، ۲) نظارت بر عملکرد وزرای دولت از طریق رای عدم اعتماد و ۳) آماده کردن پیش نویس، بحث و رأی دادن به قانون پیشنهاد شده‌است. قوانین پیشنهادی با رای موافق دو سوم اعضای مجلس و تأیید امیر به قانون تبدیل می‌شوند.

## اعضا
حسن بن عبدالله الغنیم رئیس فعلی مجلس شورا است.
| اعضا          | کرسی‌ها |
| ------------- | ------ |
| اعضای انتخابی | ۳۰     |
| اعضای انتصابی | ۱۵     |
| جمع           | ۴۵     |

## رؤسای پیشین
| نام                      | آغاز ریاست     | پایان ریاست    | منبع        |
| ------------------------ | -------------- | -------------- | ----------- |
| عبدالعزیز بن خالد الغانم | ۱ مه ۱۹۷۲      | ۸ دسامبر ۱۹۹۰  | [ ۶ ]       |
| علی بن خلیفه الهتمی      | ۸ دسامبر ۱۹۹۰  | ۲۷ مارس ۱۹۹۵   | [ ۶ ]       |
| محمد بن مبارک الخلیفی    | ۲۷ مارس ۱۹۹۵   | ۱۴ نوامبر ۲۰۱۷ | [ ۶ ]       |
| احمد بن عبدالله آل محمود | ۱۴ نوامبر ۲۰۱۷ | ۲۷ اکتبر ۲۰۲۱  | [ ۷ ] [ ۸ ] |
| حسن بن عبدالله الغنیم    | ۲۷ اکتبر ۲۰۲۱  | هم‌اکنون        | [ ۹ ]       |

## تاریخچه
مجلس شورا در آوریل ۱۹۷۲ با ۲۰ عضو تشکیل شد. در ماه مه ۱۹۷۲ اولین جلسه مجلس شورا برگزار شد که طی آن عبدالعزیز بن خالد الغانم به عنوان اولین رئیس مجلس قطر انتخاب شد. در این جلسه به غیر از ۲۰ عضو مجلس، شیخ خلیفه بن حمد آل ثانی، امیر وقت، و مهمانان خارجی حضور داشتند.
در ۱ آوریل ۲۰۰۶ حمد بن جاسم بن جبر آل ثانی که در آن زمان، معاون اول نخست‌وزیر و وزیر خارجه قطر بود، طی بیانیه ای اعلام کرد که انتخابات مجلس در سال ۲۰۰۷ برگزار خواهد شد. این موضوع به تعویق افتاد و یک کمیته مشورتی برای بررسی موضوع ایجاد شد. بعدتر مجلس شورا انتخابات را برای ژوئن ۲۰۱۰ برنامه‌ریزی کرد اما باز هم انتخابات برگزار نشد.
در ماه نوامبر ۲۰۱۱، امیر اعلام کرد انتخابات در سال ۲۰۱۳ برگزار خواهد شد، اما در شب پیش از کناره‌گیری از قدرت، حمد بن خلیفه آل ثانی امیر وقت انتخابات را به تعویق انداخت و عضویت اعضای مجلس را تمدید کرد.
در ماه نوامبر ۲۰۱۷، امیر تمیم بن حمد آل ثانی ۲۸ عضو جدید از جمله چهار زن را به عضویت در مجلس منصوب کرد و عضویت ۱۳ عضو دیگر را تمدید کرد. در حال حاضر ۴۱ نفر به‌طور رسمی در عضویت این مجلس هستند.
دست کم تا سال ۲۰۱۹ انتخاباتی برگزار نخواهد شد.